# Eugen Schauman

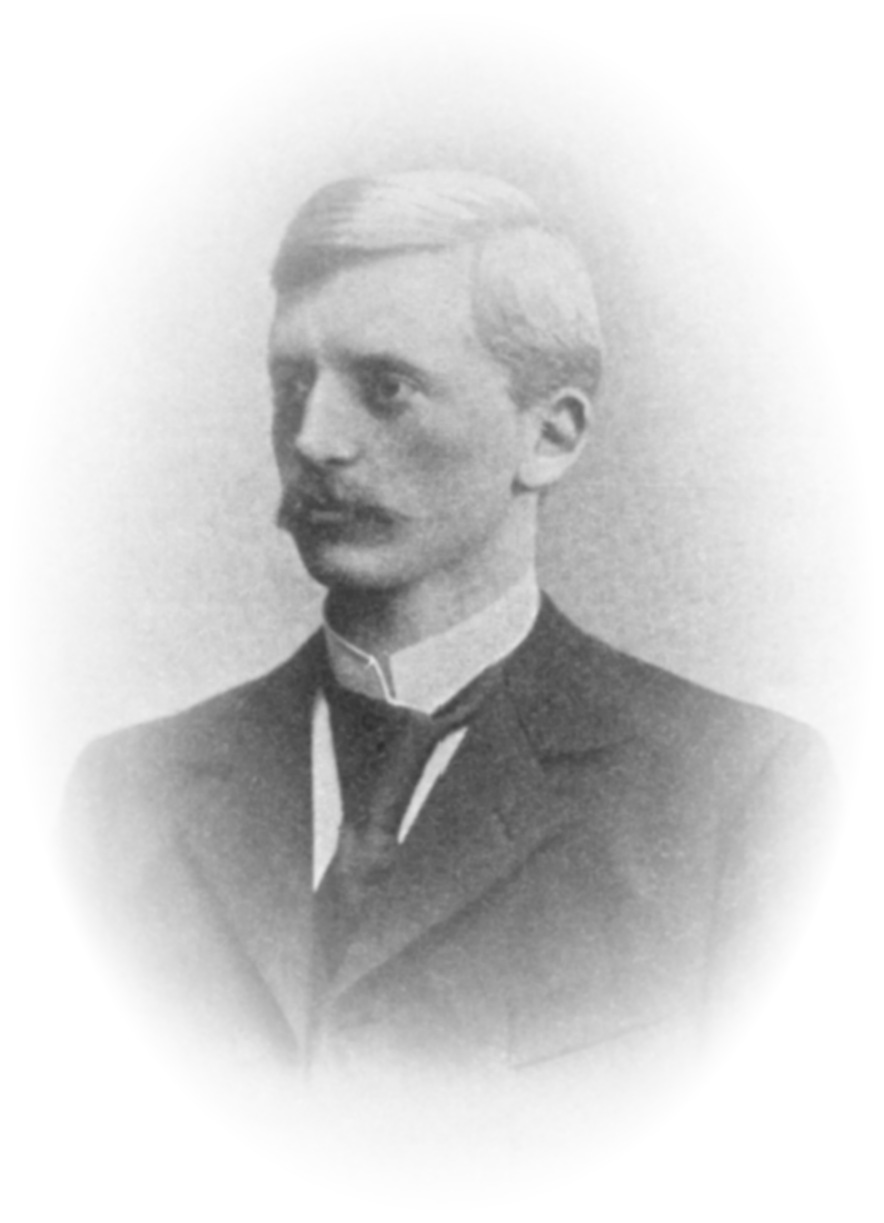
Eugen Schauman

Eugen Schauman (Járkov, Imperio ruso, 10 de mayo de 1875-Helsingfors, Gran Ducado de Finlandia, Imperio ruso; 16 de junio de 1904) fue un nacionalista finlandés que asesinó al gobernador general de Finlandia Nikolai Bobrikov.

## Biografía
Eugen Schauman nació en el seno de una familia finlandesa de lengua sueca. Su padre era teniente general del Ejército Imperial Ruso, consejero y senador del gobierno finlandés. Su madre era María Schauman Elin, tuvo dos hermanos, Rafael, nacido en 1873 y Sigrid, nacida en 1877.
Se dice que su patriotismo se despertó en su juventud cuando su madre le leyó el libro de Johan Ludvig Runeberg,  The Tales of Ensign Stål.
Eugen vivió gran parte de su juventud en Polonia, concretamente en el Zarato de Polonia.  
La familia viajó por todo el imperio ruso a causa de los destinos que le eran asignados a su padre, por lo que Eugen siente añoranza de su patria. Recibe noticias de la rusificación y acciones represivas que ocurren en Finlandia.
En 1885 muere su madre y Schauman deja a su familia en Polonia y va a estudiar a Helsingfors donde permanece diez años. Allí sufrirá de cerca las acciones ilegales de la represión rusa sobre Finlandia. 
Su padre abandonó su cargo como senador en respuesta al manifiesto promulgado por el general Bobrikov en el cual se exigía que en el Senado y en todas las jurisdicciones se utilizara únicamente el idioma ruso. Esto despierta el odio del joven Eugen hacía todo lo ruso. El 18 de abril de 1902 es golpeado con un látigo en la cabeza por los cosacos cuando participaba en una manifestación de protesta.
En 1903, Eugen, junto con otros estudiantes y activistas en la clandestinidad, pasan de una resistencia pasiva a una resistencia más beligerante, organiza los envíos de armas desde el extranjero y se encarga de repartir las armas entre la comunidad universitaria. Proyectó junto a otros activistas un levantamiento popular y deciden atentar contra los políticos prorrusos, pero pronto creen que será más eficaz asesinar al gobernador Bobrikov en persona.

## Asesinato
Había otros grupos independentistas que habían planeado el asesinato, pero Schauman les convence para que le dieran dos semanas antes de intervenir. Cuando el 16 de junio de 1904, Bobrikov llega al senado, Schauman le dispara tres veces y acto seguido se tira dos balazos en el pecho. Eugen murió esa misma noche en el hospital y Bobrikov lo haría al día siguiente.
Schauman dejó escrita una carta en la que justificaba su asesinato como castigo por los crímenes de Bobrikov contra los finlandeses. La carta iba dirigida al zar y en ella también le prevenía sobre la represión en su imperio, especialmente en Polonia y las provincias del Báltico. En la carta declaraba que había actuado solo y que su familia no estaba involucrada en el asesinato. Su cuerpo fue enterrado en una tumba sin nombre en el cementerio de Malmi en Helsinki, pero cuando la situación política lo permitió, fue trasladado al panteón familiar en el cementerio de Porvoo y se levantó un monumento sobre su tumba.

## El legado de Schauman
Durante los años sesenta no era políticamente correcto hablar de las acciones de los activistas finlandeses contra el imperio ruso, pero en la década de los noventa con la caída de la Unión Soviética, el interés por la figura de Eugen Schauman creció. Un ejemplo de este interés es el libro de Seppo Zetterberg, publicado en 1986 y titulado Cinco disparos en el Senado. Schauman se ha convertido en un icono de la resistencia contra la Rusia imperial y es aún hoy considerado por muchos como un héroe en Finlandia. En el año 2004, Matti Vanhanen pronunció un discurso en el que indicaba que no había razón para celebrar un acto de terrorismo. Este discurso suscitó un acalorado debate en Finlandia.
En el lugar del asesinato, en el vestíbulo del Palacio del Consejo de Estado hay una placa en el que está escrito en latín, Se Pro Patria Dedit (Él se sacrificó por su país).